# Conde de la Corte (ganadería)
Conde de la Corte es el nombre con el que se conoce popularmente a la ganadería de los "Herederos del Excmo. Sr. Conde de la Corte", que pertenece a la familia López Olea, siendo en la actualidad Don Guillermo López Martínez su representante, y que está inscrita dentro de la Unión de Criadores de Toros de Lidia. Se trata de una explotación ganadera cuyas reses pastan en la finca "Los Bolsicos", en el término municipal de Jerez de los Caballeros (Badajoz) y que fue fundada por don Agustín Mendoza y Montero, VI Conde de la Corte de la Berrona.
La antigüedad de este hierro se adquirió el 17 de mayo de 1928 tras lidiar su primera corrida de toros en Plaza de toros de Madrid; donde se lució el hierro circular y coronado del ganado y la divisa verde, encarnada y oro.
La ganadería del Conde la Corte, que procede de la casta Vistahermosa, por la línea de la ganadería del marqués de Tamarón, da también nombre al encaste homónimo; debido a la singularidad genética que presentan estos toros con respecto al resto de ganaderías del campo bravo.

## Origen "Vistahermosa"
El origen genético de la ganadería del conde de la Corte está entroncado con la casta Vistahermosa, que surgió tras la compra de ganado que Pedro Luis Ulloa de Celis, conde de Vistahermosa, a los hermanos Rivas en 1774. En manos de esta familia permanecerá la ganadería hasta 1823 cuando la heredera del hierro realice diversas ventas, entre ellas a Juan Domínguez "El Barbero de Utrera".
Será el yerno de Domínguez, Juan Arias Saavedra quien herede la ganadería de su suegro, regentándola hasta su muerte en 1863. En este momento la vacada se divide, pasando una de las partes a manos de doña Dolores Monge Roldán, viuda de Murube. Su hijo, que será quien disponga de una parte de las reses, venderá sus toros a Eduardo Ibarra, empresario vasco afincado en Sevilla y quien, en pocos años conseguirá perfilar un tipo de toro muy concreto, de gran trapío y proporcionada construcción.
En 1904, Ibarra termina por desprenderse de la ganadería tras haber hecho una venta años antes a don Álvaro Dávila y Agreda, marqués de Villamarta. Los lotes restantes pasarán a manos de otro aristócrata sevillano, don Fernando Parladé Heredia. No duró muchos años en sus manos, puesto que el hijo del conde de Aguiar dejó en manos la familia Mora-Figueroa los designios de la ganadería, tras la compra que hizo esta familia gaditana en 1911.

## Historia de la ganadería
El ganadero Antonio Mendoza y Montero de Espinosa era hijo de una histórica familia aristocrática de Extremadura. Hijo de Agustín María de Mendoza y Ramírez de Arellano y María de la O Montero de Espinosa, mantuvo gran interés por el mundo de la tauromaquia donde, como aficionado, participaba en festejos y tientas. Precisamente, por su condición de aficionado taurino, en 1919, decidió hacerse ganadero de reses bravas; coincidiendo, también con la muerte la muerte de su padre. Por esta razón, y por mediación de su amigo Marcial Lalanda, decide comprar prácticamente toda la ganadería al gaditano Ramón Mora-Figueroa, propietario del hierro materno de la marquesa viuda de Tamarón:
Cerca de 500 cabezas han pasado ser propiedad de este señor, que el día 10 del mes próximo [...] se hará cargo de las reses adquiridas, trasladándolas desde los terrenos de Vejer en que pastan a las dehesas que en término de Zafra posee
Tras la compra de la vacada, el nuevo propietario decidirá modificar el hierro y también la divisa, trazándola con colores propios de su heráldica: verde, encarnado y oro. La primera vez que las reses lucieron este distintivo fue, precisamente, el día en el que el conde de la Corte debutó como ganadero, el 17 de junio de 1921. Se trataba de una corrida de toros, en la Plaza de toros de Badajoz que lidiaron Rafael "El Gallo", José Roger "Valencia" y José Zarco, que tomaba la alternativa.El resultado, sin embargo, no fue el más halagüeño ya que además de varios mansos y pastueños (5.º y 6.º) el que se corrió en tercero de la tarde fue condenado a banderillas negras. Mejor fortuna tuvo en, cambio, la corrida que presentó el aristócrata extremeño tan solo unos días más tarde en la Plaza de toros de Vista Alegre (Bilbao), para Alejandro Sáez "Ale" y Ernesto Pastor, que resultó herido en una pierna.  Al término de la temporada de 1921, había conseguido lidiar también en La Línea de la Concepción y dos toros más en Casablanca (Marruecos francés). El cronista taurino Don Luis, que es quien aporta esta información, y haciendo balance de lo que había dado de sí la temporada, incluye una breve semblanza sobre la ganadería del Conde de la Corte, en la que observaba - en líneas generales - la nota positiva con la que había iniciado el aristócrata en el mundo de la ganadería brava:
No tengo referencias que me permitan juzgar como criador de reses bravas al señor conde de la Corte. Los toros de su propiedad, que no perdieron nada de su buena casta de Parladé en manos de la señora marquesa de Tamarón, compiten por su bravura y nobleza con los mejores de las mejores ganaderías. ¿Mejorarán? ¿Empeorarán? En cuanto salgan media docena de ejemplares de las nuevas camadas, tendremos la contestación. Por ahora, y esto ya es un tanto a favor del señor conde, no han desmerecido en finura de tipo, cosa que pierden los toros con relativa facilidad cuando no se les prestan los debidos cuidados
Igualmente halagüeña resultó la temporada de 1922 en la que don Agustín de Mendoza consiguió lidiar en lugares como Valencia, San Sebastián, Sevilla, Fregenal de la Sierra (Badajoz) y su natal Zafra (Badajoz), con corridas de toros y también de novillos. "Baste decir que la nueva divisa verde, encarnada y oro sigue compitiendo dignamente con las más viejas y acreditadas del solar andaluz".
En pocos años, la ganadería del Conde de la Corte consiguió hacerse hueco entre toreros y aficionados gracias al nivel y juego que ofrecieron sus reses. Tanto es así que el Consultor indicador taurino universal (1923) expresaba cómo el conde, "aficionado inteligente como pocos", supo mantener el prestigio "de estos magníficos toros y aun elevarlo a ser posible"; siendo el temperamento de estos toros "el preferido por los toreros, por lo mucho que se prestan al lucimiento".

En 1925, la vacada de "Los Bolsicos" se encontraba más que consolidada, puesto quese alcanzaron a lidiar hasta 41 toros y 7 novillos con el hierro condal. Tomás Orts y Ventura Bagüés en su anuario sobre Toros y toreros, la consideraron como una de las mejores ganaderías de ese año conjuntamente con la de Pablo Romero y Saltillo:
Difícilmente puede darse una carnada más brava, con lo que queda demostrado hasta dónde puede llegar el celo y el escrúpulo, cuando se dispone de elementos, como son en este caso la sangre de la vacada de Parladé, que en manos del conde de la Corte ha conservado todas sus características.
Como ganadería predilecta entre los públicos y los toreros, la ganadería consiguió consolidarse en los años siguientes. En 1926 se lidiaron 51 toros entre los que destacan los lidiados en Valencia, Bilbao, Málaga, Pamplona, Santander, San Sebastián o Logroño y, en 1927, "otra camada en que lo bravo ha superado". Tanto es así, que la ganadería empieza a servir de simiente para otros hierros del campo bravo español, quienes acuden al conde de la Corte para refrescar sus ganaderías. Así, fue el caso de don Matías Sánchez Cobaleda, quien en "1925 adquirió 32 becerras de desecho del señor conde de la Corte y un semental elegido en tienta del mismo", la viuda de Félix Gómez o el salmantino Manuel Arranz. El debut de la ganadería en la Plaza de toros de Madrid tuvo lugar el jueves 17 de mayo de 1928. Debió cumplir y superar todas las expectativas puestas en los toros del aristócrata extremeño. No solo por el cartel, compuesto por los diestros Manuel Jiménez "Chicuelo", Marcial Lalanda y el bilbaíno Martín Agüero sino por el "éxito rotundo" que propició el juego de los toros en el ruedo:
Había interés en Madrid por conocer los toros de la ganadería del Conde de la Corte, que tantos éxitos alcanzaban en las principales plazas provincianas, al extremo de estar catalogada como una de las primeras entre las mejores. [...] Ayer, con una corrida terciada, más terciada que otras de la misma ganadería que yo he visto lidiar, tuvo su criador un éxito rotundo, y la leyenda de los "toracos" grandes un menú más rotundo todavía.
[...] La corrida fue lo decimos, terciada, fina de tipo, gorda y bien puesta de cabeza, y sin exageración poder afirmarse que fue una corrida brava, de casta y de genio. Todos los toros pelearon bien con los caballos pero de todos se destacó, porque además fue muy noble y suave para los toreros, conservando la bravura y la nobleza hasta el último momento, el lidiado en sexto lugar.
[...] El éxito de la presentación de la ganadería del Conde de la Corte fue grande; se aplaudieron varios toros en el arrastre, y entre los aficionados se hacían comentarios muy halagüeños.
Violeto, negro bragado, fue el nombre del toro que abrió plaza el día del debut, siendo, pues, la primera res que se lidió con este hierro en la plaza madrileña. Una tarde, además, que sirvió para encumbrar la figura de Martín Agüero puesto que consiguió salir "de la plaza en hombros, seguido por la multitud enardecida". El nivel de los toros "condesos" en esa temporada y también las siguientes la volverá a marcar el periodista Tomás Orts (Uno al sesgo) quien apunta cómo la ganadería, de origen vistahermoseño, ofrecía "toros de inmejorable trapío y de condiciones excepcionales para la lidia".
Con el inicio de la República española el conde de la Corte no se vio afectado en un principio, puesto que lidió en Madrid en la corrida del aniversario de la proclamación republicana; una corrida que despacharon Marcial Lalanda, Vicente Barrera y Domingo Ortega. Sin embargo, a finales de 1932 empezaron las expropiaciones, propiciadas por las órdenes de Teófilo García Rodríguez, de la Sociedad Obrera "La Unión", quien ordenó la invasión de la finca "Mejías" de Agustín de Mendoza;. e incendios en la finca de "Los Bolsicos", donde pastaba la ganadería brava.
Estallada la Guerra civil española el ganadero se exilió a Portugal junto con el ganadero Atanasio Fernández y Marcial Lalanda. Desde este momento, y expropiados sus bienes, el bando republicano empezó a herrar y lidiar los toros con las siglas de la Unión General de Trabajadores: "UGT".
Debieron quedar reses en propiedad del conde puesto que, en una entrevista concedida en 1938, en plena guerra, establecía cómo la disminución en la venta de sus toros no era "una cuestión de dinero. Es cuestión de 'manera' de organizar una corrida de toros", puesto que exigía toreros, la plaza donde lidiar así como el trato que recibían los toros.
Terminada la guerra, y durante los años cuarenta, la ganadería vuelve a recuperar el pulso anterior gracias a los grandes triunfos que cosechan algunos toreros gracias al juego que ofrecían los toros del conde. Así, Manolete consiguió encumbrarse como máxima figura -y bajo el apodo de El Monstruo, puesto por K-Hito- tras triunfar con la corrida del conde de la Corte en la Plaza de toros de Alicante, en la que cortó cuatro orejas, dos rabos y dos patas.

El ganadero, asimismo, en los años cincuenta, volvía a lidiar en Madrid después de haberse ausentado voluntariamente durante años. Una novillada y una corrida de toros - a beneficio del Montepío de toreros - le permitían recuperar el crédito ganadero gracias a la bravura, seriedad e integridad de las reses; además de permitir el triunfo de Antonio Bienvenida, Silveti y Manolo Carmona:
De seis toros, salir cinco extraordinarios no es hecho corriente. Pero si don Agustín Mendoza y Montero de Espinosa no presenció la lidia de sus bravos, de sus codiciosos, de sus nobles y docilísimos bichos, no puede darse idea de lo que se perdió. Aquel sugestivo espectáculo de la valiente pelea de los toros en la suerte de varas, que hizo vibrar de entusiasmo a la multitud; aquella seriedad de los animales de imponentes cabezas con afiladas astas, la alegría y la sencillez de sus embestidas, y hasta el limpio y valeroso torero de los tres artistas, que gallardamente triunfaron con tan celosos y pastueños enemigos, fueron la más exacta reproducción de la estampa antigua, repleta de clasicismo y emoción, que habrá de perdurar durante mucho tiempo en el recuerdo de quienes tuvieron la suerte de contemplarla. Triunfo memorable, victoria sin precedentes obtuvo la tarde del domingo la celebrada divisa del conde de la Corte con seis ejemplares de excelente trapío.
A la muerte del conde don Agustín de Mendoza, en 1964, la ganadería pasaba a manos de su heredero, el que era su hijo adoptivo y sobrino nieto Luis López Ovando. En sus manos el hierro familiar seguía cotizando al alza, especialmente con corridas como la del Corpus de 1965 en Las Ventas, donde el torero Victoriano Cuevas "Valencia" cuajaba al toro Arábica, en una de las faenas más importantes de su carrera. Nuevo éxito, rotundo, en 1968, con otra corrida histórica del hierro en la plaza madrileña, con dos toros premiados con la vuelta al ruedo; o en Pamplona, donde la bravura y el juego del segundo de la tarde, se considera como "milagro de los cielos en la fiesta de los borregos". Durante los años setenta y ochenta, la ganadería continúa conformándose como uno de los clásicos toristas del campo bravo español; formando parte de las principales ferias. En estos años, el hierro del conde de la Corte mantiene su compromiso con la bravura y la integridad del toro bravo, frente a los abusos cometidos por otros ganaderos en torno a la manipulación de las astas:
Lo peor no es que se afeite tanto, sino que el fraude va en aumento, y acabará siendo generalizado si no toma medidas la Unión de Criadores de Toros de Lidia y si no se corrige adecuadamente la normativa del nuevo reglamento taurino
Entre las postrimerías del siglo XX y los inicios del XXI, la ganadería desaparece de las grandes ferias, contando solo actuaciones puntuales en las ferias toristas. En 2013, tras la muerte del ganadero toma las riendas su hijo Luis Guillermo López Olea; quien asume la ganadería «en un serio trance de desaparición». En 2015 llegan noticias de la posible venta del hierro a un empresario valenciano, Isidro Prieto, quien compra a los herederos del conde de la Corte un total de setenta vacas y un semental.
El periodista pacense Antonio Girol, en un medio local, daba a conocer la entrevista realizada al ganadero del hierro de "Los Bolsicos", donde se aclaraba cuál era la situación de la ganadería tras la crisis económica, donde se había obligado a reducir cabezas de ganado.

### Características
La singularidad de los toros de esta ganadería y la pureza genética en su procedencia, sin mezclas ni cruces con otras sangres desde sus orígenes, ha llevado a considerar que los toros del hierro del Conde de la Corte proceden de un encaste propio y diferenciado de todos los demás. Por esta razón, en la legislación vigente, se recogen y reconocen las singularidades morfológicas que presentan las reses de esta legendaria vacada:
Son toros finos de cabos, de altura media, buen morrillo, abundante papada y badana, aleonados, con tercio posterior poco desarrollado, gran desarrollo de defensas, muy astifinos, de dirección muy variable, desde cornidelanteros y veletos a playeros y cornivueltos. Pintas negras castañas y, menos frecuentes, coloradas. Como accidentales más frecuentes presentan listón, bragado, meano, gargantillo, salpicado, jirón, burraco, chorreado y ojo de perdiz.
Asimismo, algunos trabajos monográficos sobre el toro de lidia han determinado las singularidades que presentan los toros del Conde de la Corte durante la lidia. Así, autores como García Sánchez consideran que los toros "condesos" se caracterizan por el paradigma de su bravura, el trapío que presentan, el juego en el tercio de varas, la emoción y la muleta en el toreo de muleta, la capacidad de humillación y la gran regularidad en su comportamiento.
Sobre la importancia de la bravura para esta ganadería, daba cuenta su primer propietario en una de las crónicas que realizó el periodista Antonio Díaz-Cañabate sobre la Feria de San Fermín del año 1964: "Ver a un toro bravo, realmente bravo, tal y como estimo que debe ser su bravura, es realmente difícil. Los ganaderos somos como los jugadores de la lotería, todos queremos el gordo, y nos tenemos que conformar con las aproximaciones".

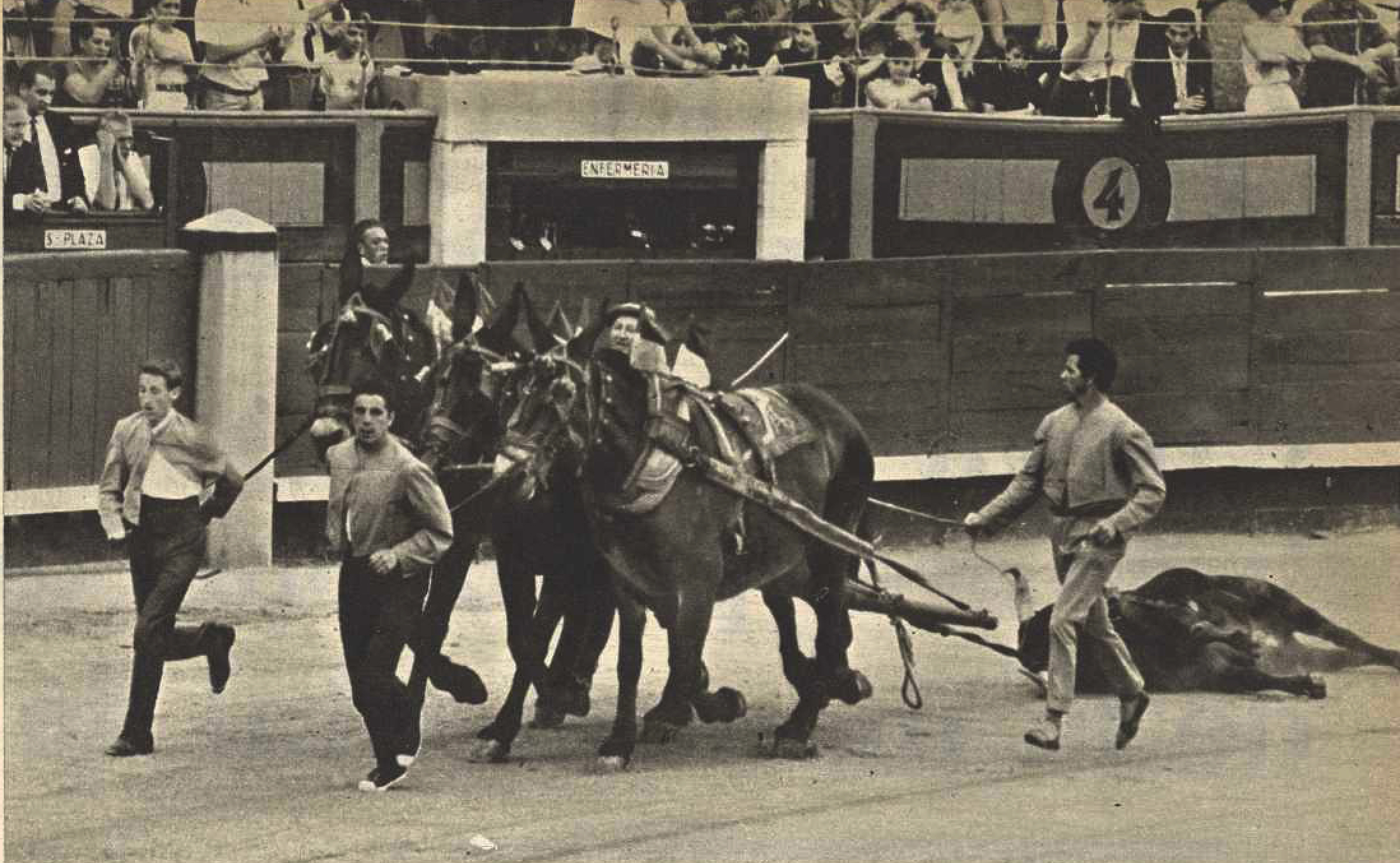
Arábica, número 60, premiado con la vuelta al ruedo en el arrastre en Las Ventas (El Ruedo, 1096, 1965)

### Toros célebres
- Madrileño, negro zaíno, lidiado el 30 de abril de 1924 en la Plaza de toros de sevilla por Marcial Lalanda, tomando cinco varas y que permitió al torero hacer "una de sus más brillantes faenas".[36]
- Contador, número 30, colorado, ojo de perdiz, lidiado el 26 de agosto de 1928 en Bilbao por Fausto Barajas, "siendo toda la corrida muy brava, sobresalió este toro por su magnífico estilo".[19]
- Madreselva, número 7, castaño, lidiado el 5 de junio de 1932 en Palma de Mallorca, y premiado con la vuelta al ruedo en el arrastre.[37]
- Nueve cosechas, número 80, negro meano, de 530 kg, lidiado 7 de julio de 1964 en la Plaza de toros de Pamplona por Pedro Martínez "Pedrés", premiado con el Trofeo Carriquiri de la Casa de Misericordia.[38]
- Arábica, número 60, negro mulato, 472 kg, lidiado el 20 de junio de 1965 en Las Ventas por Victoriano Valencia, premiado con la vuelta al ruedo en el arrastre.[39]
- Guineo, número 11, negro listón, lidiado el 8 de julio de 1965 en la Plaza de toros de Pamplona por Paco Camino, premiado con el Trofeo Carriquiri de la Casa de Misericordia.[40]
- Cara de perro, castaño, 510 kg, lidiado en quinto lugar el 17 de mayo de 1968 en Las Ventas por Rafael Jiménez "Chicuelo"; premiado con la vuelta al ruedo.[27]
- Ocho picos, número 136, negro bragado, lidiado en sexto lugar el 17 de mayo de 1968 en Las Ventas por Miguel Márquez; premiado como el toro más bravo de la feria de San Isidro.[41]
- Vareto, núm. 4, lidiado el 13 de julio de 1971 en la Plaza de toros de Pamplona por Diego Puerta, premiado con el Trofeo Carriquiri.[40]
- Hablador, número 109, negro, de 510 kilos, lidiado en la Plaza de toros de Pamplona el 7 de julio de 1991 por Sergio Sánchez, premiado con el Trofeo Carriquirri[42]

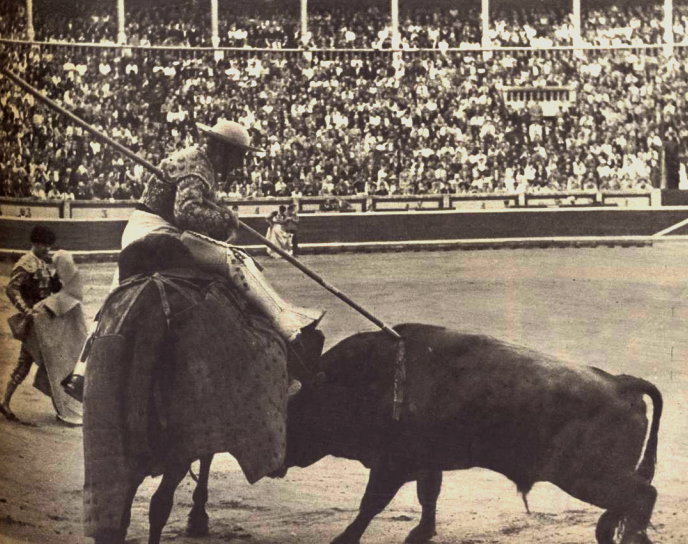
Guineo, lidiado por Diego Puerta en Pamplona, y premiado con el Trofeo Carriquiri (El Ruedo, 1110, 1965)

### Sanfermines
La ganadería del Conde de la Corte ha participado en numerosas ocasiones dentro de las fiestas de los sanfermines de Pamplona, destacando por el juego que han dado tanto en la plaza durante la lidia como por las mañanas corriendo el encierro.
La primera corrida de toros que se lidió con este hierro fue el 10 de julio de 1926. Aquella tarde intervinieron los toreros Juan Belmonte, Ignacio Sánchez Mejías y el cordobés Gabriel de la Haba "Zurito", quienes cortaron hasta un total de cuatro orejas de un bravo encierro. El público, por la presentación del toro, aplaudieron al ganadero tras la salida del cuarto de la tarde, que era "negro bragado, alto de pitones y largo", y que cumplió en varas. Los toros, esa misma mañana, dice el periódico ABC, "con mucha animación se ha celebrado el encierro de los toros del Conde de la Corte", donde "muchos muchachos cayeron ante los toros sin que ocurrieran accidentes desagradables".
El éxito le llevó a la ganadería a volver a Pamplona en 1927, año en el que los toros del Conde de la Corte corrieron junto a otros dos toros más de la ganadería toledana de Celso Cruz del Castillo. Fue uno de los toros de este hierro, reseñado para rejones, el que propinó una cornada mortal a Santiago Martínez. Por la tarde, en la plaza, los "condesos" ofrecieron el juego esperado, especialmente el quinto, de nombre Carnicero, que lidió Marcial Lalanda y que fue premiado con la vuelta al ruedo. Además, el sexto de la tarde, Pajarito, sirvió para consagrar la figura de Joaquín Rodríguez "Cagancho", que salió a hombros.
En 1979, el ganado de este hierro protagonizó una corrida emocionante, especialmente en el caballo, aunque tuvo que ser suspendida debido a la gran tromba de agua que sorprendió tras el cuarto toro.
Entre los episodios más recordados por los toros de esta ganadería pacense está el encierro que protagonizó el 14 de julio de 1990, donde se llegaron a contabilizar hasta 42 heridos por las múltiples caídas que hubo y las cornadas que propinaron los toros durante el recorrido.

## Encaste Conde de la Corte
Procedentes de la ganadería del conde de la Corte hay diferentes hierros que se han desarrollado gracias a la carga genética de la vacada de "Los Bolsicos". Algunas de estas ganaderías de encaste "condeso" son:
- Atanasio Fernández
- Couto de Fornilhos
- Dolores Aguirre
- Gavira
- Pinto Barreiros
- Valverde
- El Cotillo

## Premios y distinciones
- 1972: Premio al toro más bravo de la feria, concedido por el Club Cocherito, por el toro Guerrerito lidiado el 27 de agosto de 1972.[49]
- 2023: Ganador Corrida Concurso Vic-Fezensac (Francia) Feria Pentecostés, "Peloblanco".